# ادمون كينغستون
ادمون كينغستون (بالإنجليزية: Edmond Kingston)‏ (9 سبتمبر 1981 بليبيريا - ) هو لاعب كرة قدم ليبيري في مركز الوسط. شارك مع منتخب ليبيريا لكرة القدم. أما مع النوادي، فقد لعب مع نادي زغرب ونادي سلاغور وArmed Forces F.C. ‏ وVillage United F.C. ‏ وBrooklyn Knights ‏.

## وصلات خارجية
- ادمون كينغستون على موقع قاعدة بيانات كرة القدم.إي يو (الإنجليزية)
- ادمون كينغستون على موقع ناشيونال فوتبول تيمز (الإنجليزية)